# Diócesis de Islamabad-Rawalpindi
La diócesis de Islamabad-Rawalpindi (en latín: Dioecesis Islamabaden(sis)-Ravalpinden(sis), en inglés: Roman Catholic Diocese of Islamabad-Rawalpindi y en urdu: اسلام آباد راولپنڈی کے کیتھولک چرچ‎) es una circunscripción eclesiástica de rito latino de la Iglesia católica en Pakistán, sufragánea de la arquidiócesis de Lahore. Desde el 8 de diciembre de 2017 su arzobispo a título personal es Joseph Arshad.

## Territorio y organización
La diócesis extiende su jurisdicción sobre los fieles católicos de rito latino residentes en Islamabad, la provincia de Jaiber Pastunjuá, las Áreas Tribales Federalmente Administradas, Azad Cachemira, Gilgit-Baltistán, y en la provincia de Punyab el distrito de Gujrat de la división de Gujranwala, y las divisiones de Rawalpindi y Sargodha. De acuerdo a la interpretación de la diócesis de Jammu-Srinagar, su territorio comprende toda el área reclamada por India del antiguo principado de Jammu y Cachemira: Azad Cachemira y Gilgit-Baltistán. Sin embargo, estos territorios son de hecho parte de la diócesis de Islamabad-Rawalpindi.
La sede de la diócesis se encuentra en la ciudad de Rawalpindi, en donde se halla la Catedral de San José. 
En 2019 el territorio estaba dividido en 22 parroquias.

## Historia
La prefectura apostólica de Kafiristán y Cachemira fue erigida el 6 de julio de 1887 separando territorio de la diócesis de Lahore (hoy arquidiócesis).
El 22 de mayo de 1913 la prefectura apostólica se convirtió en sufragánea de la arquidiócesis de Simla (hoy arquidiócesis de Delhi).
El 10 de julio de 1947, en virtud de la bula Prisca et communis del papa Pío XII, la prefectura apostólica fue elevada al rango de diócesis y asumió el nombre de diócesis de Rawalpindi.
El 15 de julio de 1950 pasó a formar parte de la provincia eclesiástica de la arquidiócesis de Karachi.
El 17 de enero de 1952 cedió una parte de su territorio para la erección de la prefectura apostólica de Cachemira y Jammu (hoy diócesis de Jammu-Srinagar) mediante la bula Aptiori christifidelium.
El 8 de mayo de 1955, en virtud del decreto Cum Excellentissimus de la Congregación de Propaganda Fide, se expandió adquiriendo territorios que pertenecían a la diócesis de Multán.
El 1 de junio de 1979 tomó su nombre actual en virtud de otro decreto con el mismo nombre de Cum Excellentissimus de la Congregación para la Evangelización de los Pueblos.
El 23 de abril de 1994 se convirtió en sufragánea de la arquidiócesis de Lahore.

## Episcopologio
- Ignatius Brouwer, M.H.M. † (1887-1894 renunció)
- Dominic Wagenaar, M.H.M. † (13 de marzo de 1900-1914 renunció)
- Robert J. Winkley, M.H.M. † (14 de octubre de 1916-1 de noviembre de 1930 falleció)
  - Sede vacante (1930-1934)
- Joseph Patrick O'Donohoe, M.H.M. † (26 de enero de 1934-1944 renunció)
  - Sede vacante (1944-1947)
- Nicholas Hettinga, M.H.M. † (24 de julio de 1947-17 de diciembre de 1973 renunció)
- Simeon Anthony Pereira (17 de diciembre de 1973-22 de marzo de 1993 nombrado arzobispo coadjutor de Karachi)
- Anthony Theodore Lobo † (28 de mayo de 1993-18 de febrero de 2010 renunció)
- Rufin Anthony † (18 de febrero de 2010 por sucesión- 17 de octubre de 2016 falleció)
  - Joseph Arshad (12 de noviembre de 2016-8 de diciembre de 2017 nombrado arzobispo a título personal) (administrador apostólico)
- Joseph Arshad, desde el 8 de diciembre de 2017

## Estadísticas
De acuerdo al Anuario Pontificio 2020 la diócesis tenía a fines de 2019 un total de 189 600 fieles bautizados.
| Año                                                                             | Población | Población  | Población      | Sacerdotes | Sacerdotes | Sacerdotes | Católicos por sacerdote | Diáconos permanentes | Religiosos | Religiosos | Parroquias y cuasiparroquias |
| Año                                                                             | Católicos | Total      | % de católicos | Total      | Diocesanos | Regulares  | Católicos por sacerdote | Diáconos permanentes | Masculinos | Femeninos  | Parroquias y cuasiparroquias |
| ------------------------------------------------------------------------------- | --------- | ---------- | -------------- | ---------- | ---------- | ---------- | ----------------------- | -------------------- | ---------- | ---------- | ---------------------------- |
| 1950                                                                            | 12 821    | 12 000     | 0.1            | 37         | 1          | 36         | 346                     |                      |            | 103        | 16                           |
| 1970                                                                            | 37 344    | 14 000     | 0.3            | 42         | 3          | 39         | 889                     |                      | 48         | 124        | 20                           |
| 1980                                                                            | 75 145    | 24 520 000 | 0.3            | 37         | 12         | 25         | 2030                    |                      | 33         | 96         |                              |
| 1990                                                                            | 105 681   | 36 047 000 | 0.3            | 33         | 13         | 20         | 3202                    |                      | 26         | 103        |                              |
| 1999                                                                            | 135 328   | 35 000     | 0.4            | 26         | 17         | 9          | 5204                    |                      | 18         | 113        | 21                           |
| 2000                                                                            | 171 800   | 35 000     | 0.5            | 27         | 18         | 9          | 6362                    |                      | 16         | 99         | 19                           |
| 2001                                                                            | 248 190   | 35 000     | 0.7            | 29         | 20         | 9          | 8558                    |                      | 15         | 104        | 18                           |
| 2002                                                                            | 248 696   | 35 000     | 0.7            | 31         | 22         | 9          | 8022                    |                      | 14         | 104        | 18                           |
| 2003                                                                            | 276 776   | 35 000     | 0.8            | 28         | 26         | 2          | 9884                    |                      | 7          | 103        | 18                           |
| 2004                                                                            | 168 135   | 35 000     | 0.5            | 16         | 14         | 2          | 10 508                  |                      | 6          | 109        | 18                           |
| 2006                                                                            | 174 208   | 36 522 000 | 0.5            | 20         | 14         | 6          | 8710                    |                      | 15         | 118        | 18                           |
| 2013                                                                            | 195 000   | 35 995 000 | 0.5            | 36         | 31         | 5          | 5416                    |                      | 24         | 104        | 20                           |
| 2016                                                                            | 182 273   | 38 236 000 | 0.5            | 35         | 31         | 4          | 5207                    |                      | 19         | 112        | 21                           |
| 2019                                                                            | 189 600   | 39 785 000 | 0.5            | 35         | 29         | 6          | 5417                    |                      | 17         | 102        | 22                           |
| Fuente: Catholic-Hierarchy, que a su vez toma los datos del Anuario Pontificio. |           |            |                |            |            |            |                         |                      |            |            |                              |